# Johanna Margaretha Sieveking

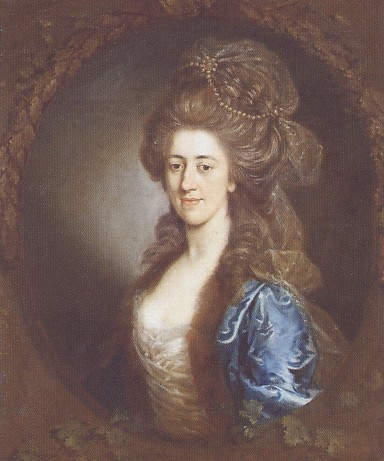
Hannchen Sieveking, Gemälde von Johann Ernst Heinsius (1784)

Johanna Margaretha Sieveking geb. Reimarus, genannt Hannchen (* 20. November 1760 in Hamburg; † 12. Juni 1832 ebenda) war die Ehefrau des Hamburger Kaufmanns Georg Heinrich Sieveking und Mittelpunkt eines aufklärerischen Kreises in Hamburg.

## Leben

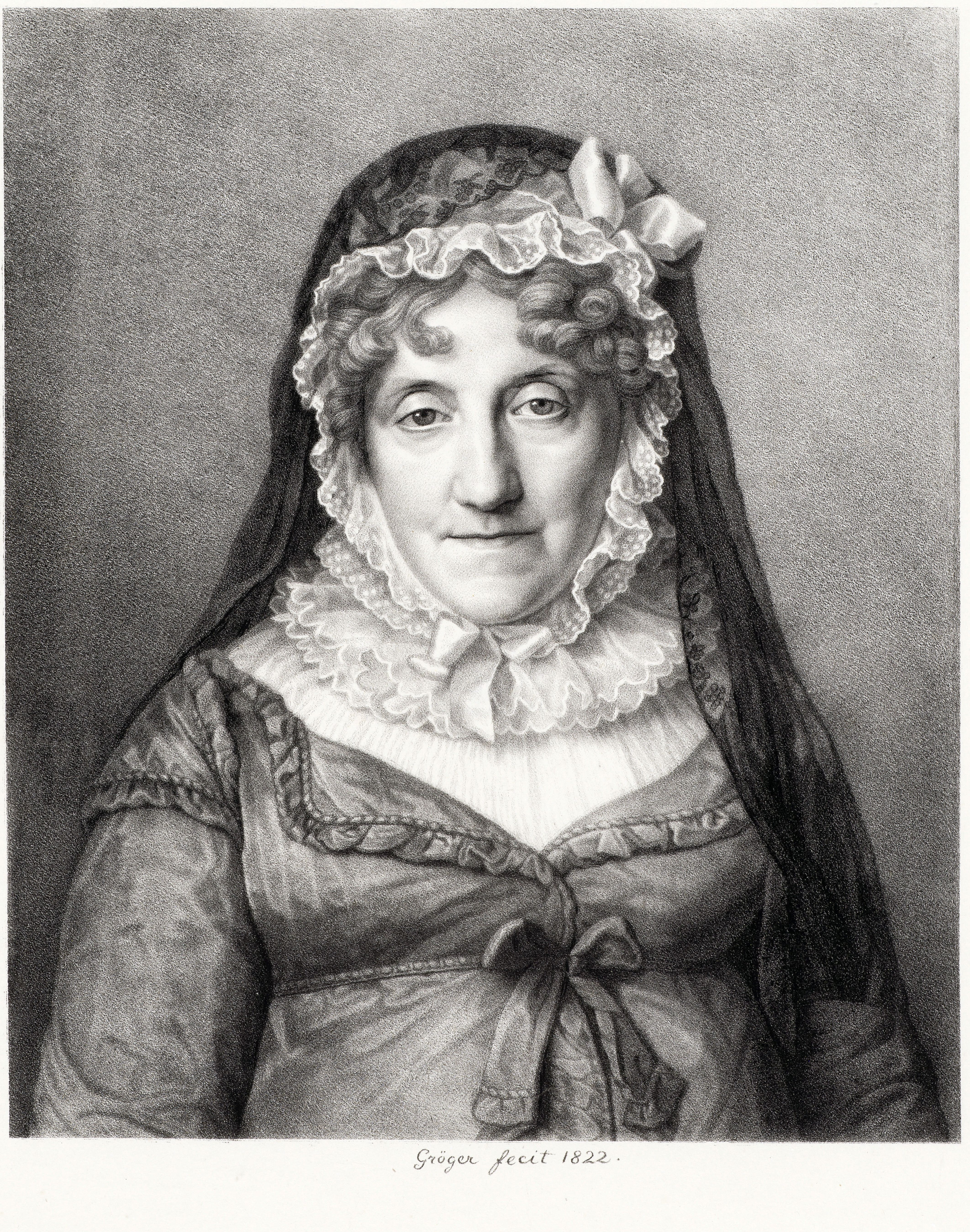
Porträt von Friedrich Carl Gröger (1822)

Die Tochter des Arztes und Gelehrten Johann Albert Heinrich Reimarus wuchs nach dem frühen Tod der Mutter zunächst bei ihrer Tante Elise Reimarus auf, die seinerzeit als eine der gebildetsten Frauen Hamburgs galt, mit bedeutenden Aufklärern wie Moses Mendelssohn und Gotthold Ephraim Lessing befreundet und auch selbst schriftstellerisch tätig war. Nachdem ihr Vater 1770 Sophie, die Schwester des Aufklärers August Hennings geheiratet hatte, wurde sein Haus zu einem Zentrum des geistigen und literarischen Lebens in Hamburg. Dort lernte „Hannchen“, wie sie allgemein genannt wurde, auch ihren späteren Ehemann kennen, den sie 1782 heiratete. 

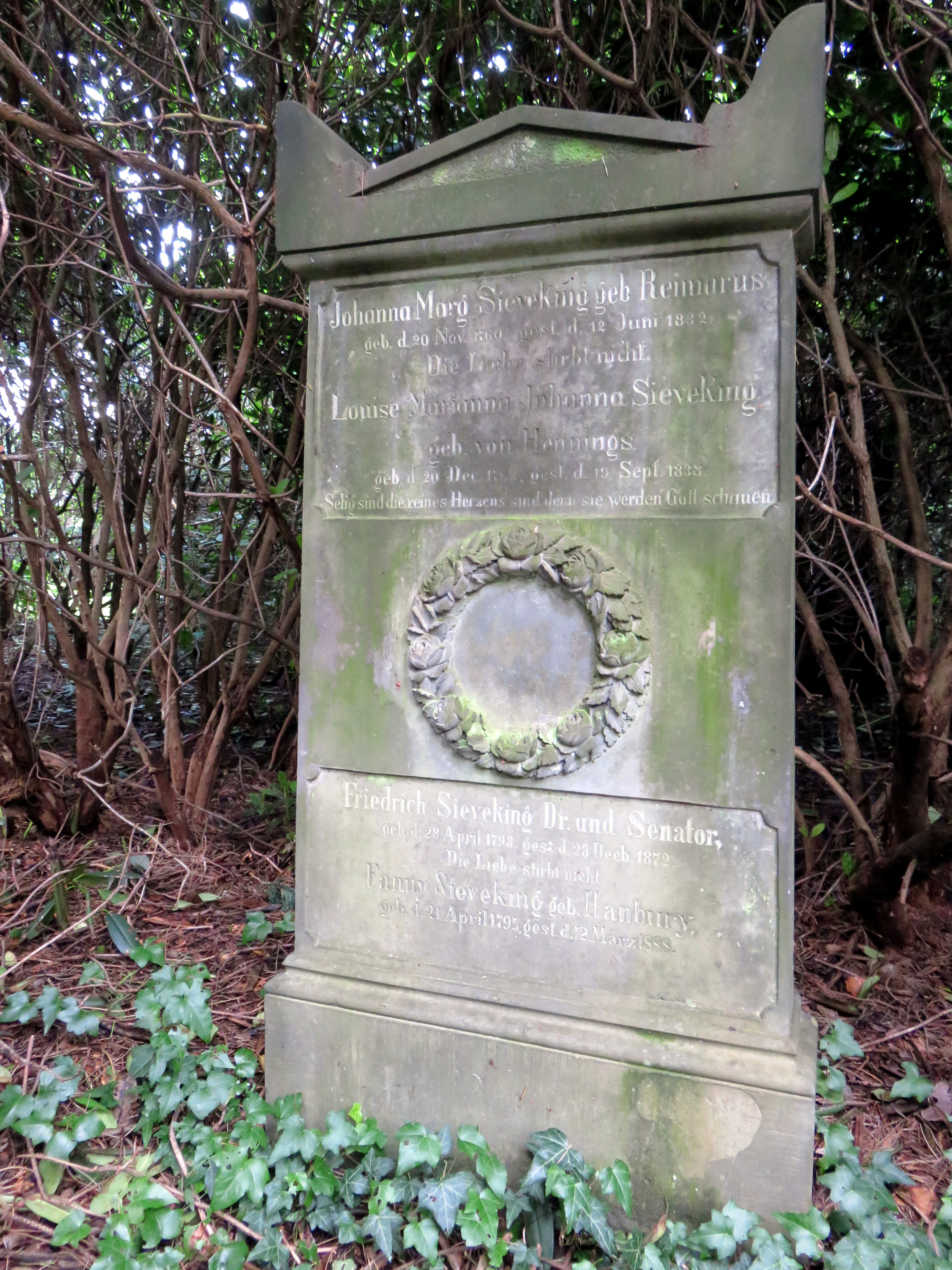
Joh. Marg. Sieveking Familiengrabanlage Friedhof Ohlsdorf

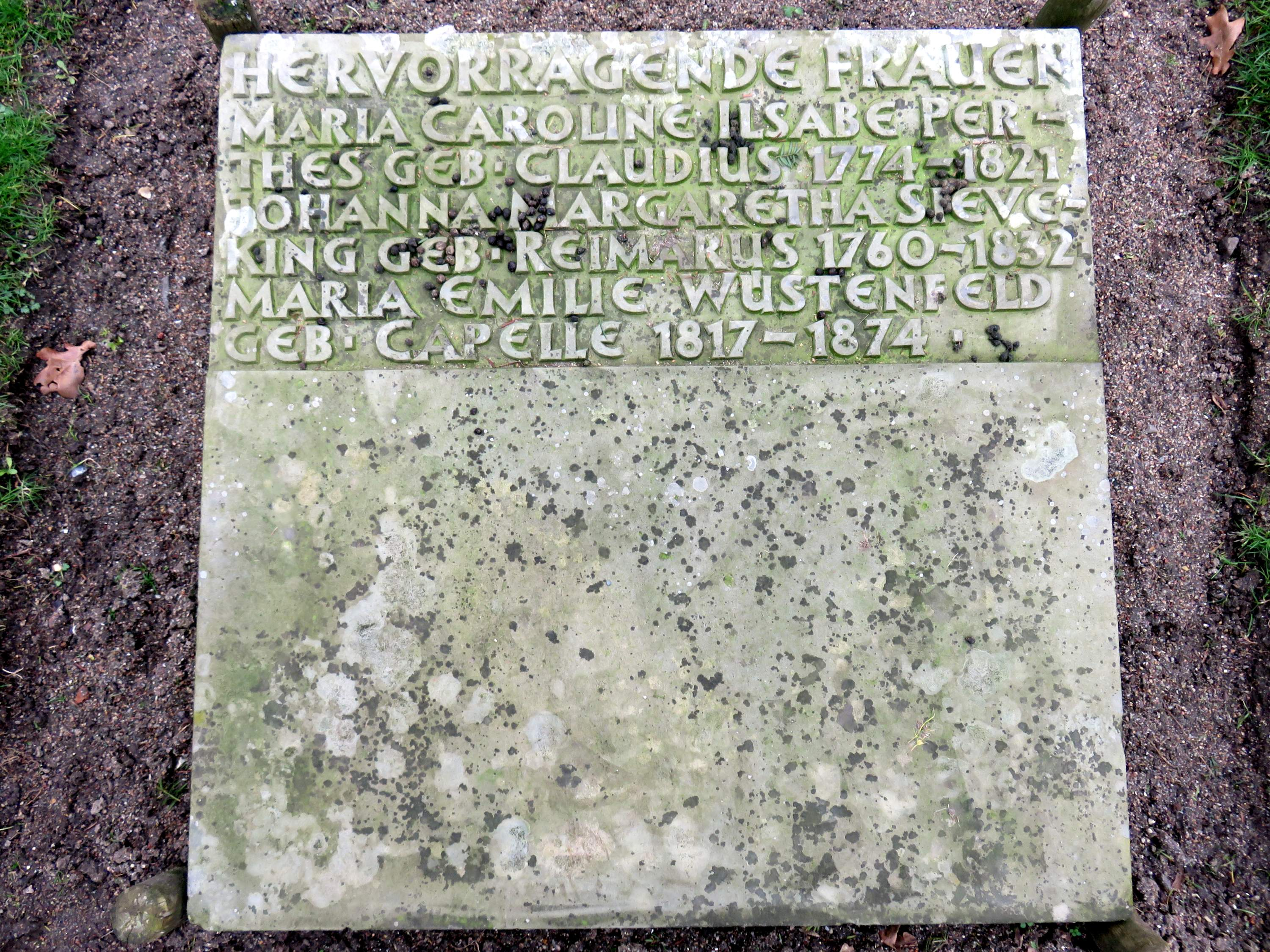
Tafel Althamburgischer Gedächtnisfriedhof Ohlsdorf

Als dieser 1793 gemeinsam mit seinen Freunden Conrad Johann Matthiessen und Piter Poel ein Landhaus in Neumühlen (auf dem Gelände des heutigen Donners Parks) kaufte, wurde Johanna Sieveking dort zusammen mit Poels Frau Friederike selbst Gastgeberin und Mittelpunkt einer wachsenden kosmopolitischen und kunstsinnigen Gesellschaft „von europäischem Rang“. Allsonntäglich waren bis zu 80 Personen in Neumühlen zu Gast, darunter Geschäftspartner und Freunde aus Hamburg, aber auch durchreisende Gelehrte und Schriftsteller wie Karl August Böttiger, Wilhelm von Humboldt, Friedrich Heinrich Jacobi, Johann Georg Rist und Henrich Steffens. Eine besonders enge und lebenslange Freundschaft pflegte Johanna Sieveking zu Caspar Voght, der auch Patenonkel ihres Sohnes Karl Sieveking wurde. 
Nach dem plötzlichen Tod Georg Heinrich Sievekings im Jahre 1799 führte Johanna nicht nur den Neumühlener Landsitz, sondern zusammen mit den Teilhabern Jean François Bertheau und Friedrich Joachim Schlüter auch das Handelshaus ihres Mannes fort. Auch ermöglichte sie ihren fünf Kindern, darunter der spätere Senatssyndicus Karl Sieveking und der Bürgermeister Friedrich Sieveking, eine standesgemäße Ausbildung. Als das Handelshaus infolge der von Napoleon verhängten Kontinentalsperre 1811 Konkurs anmelden musste, ließ Johanna den Neumühlener Landsitz versteigern und zog zurück in ihr Elternhaus in der Hamburger Fuhlentwiete, wo sie bis ins hohe Alter eine, wenngleich bescheidenere, Gastlichkeit pflegte.
Auf dem Friedhof Ohlsdorf, Planquadrat S 25 / S 26 (Areal zwischen Waldstraße und Kapellenstraße), befindet sich in der Sieveking-Familiengrabanlage ein stelenartiger Grabstein für Johanna Margaretha Sieveking (oberer Bereich) und Sohn Friedrich Sieveking (unter Bereich). Ihr 1799 verstorbener Ehemann Georg Heinrich Sieveking war im Familiengrab in der Kirche St. Nikolai beigesetzt und 1810 zum gleichnamigen Begräbnisplatz vor dem Dammtor überführt worden. Auf der Stele ist sein Name nicht eingraviert. 
 Im Bereich des Althamburgischen Gedächtnisfriedhofs wird auf dem Sammelgrabmal Hervorragende Frauen an sie erinnert (zusammen mit Caroline Perthes und Emilie Wüstenfeld) erinnert.